# Богдановка (Николаевский район)
Богдановка (укр. Богданівка) — село, относится к Николаевскому району Одесской области Украины.
Население по переписи 2001 года составляло 288 человек. Почтовый индекс — 67024. Телефонный код — 8-04857. Занимает площадь 0,56 км². Код КОАТУУ — 5123583902.

## Местный совет
67024, Одесская обл., Николаевский р-н, с. Скосаревка, ул. Мира, 13а